# Manchon ETP
Pour les articles homonymes, voir ETP.
Un manchon ETP est une pièce permettant l'accouplement mécanique entre deux pièces cylindriques, utilisant de l'huile contenue dans une cavité pour répartir l'effort. C'est une pièce intermédiaire entre un arbre et un moyeu.
Les manchons sont fabriqués par l'entreprise suédoise ETP Transmission AB, propriétaire de deux brevets, l'un de Kjell Landaeus et l'autre de Curt Falk.

## Principe
Le manchon est creux, et sa cavité contient de l'huile. Une vis, manipulée en général avec une clef six-pans, vient pousser sur l'huile et donc augmenter la pression, ce qui provoque la déformation du manchon côté intérieur et côté extérieur ; selon le principe de Pascal, la pression est la même des deux côtés. Cette déformation crée un serrage, et donc une fixation par adhérence.
Certains manchons ne se déforment que vers l'intérieur ; ils servent typiquement à serrer des outils de type fraise.